# 伊藤昌司
伊藤 昌司（いとう しょうじ、1939年 - ）は、日本の法学者。専門は民事法。九州大学名誉教授。

## 人物・経歴
福岡市に生まれる。1957年福岡県立修猷館高等学校を経て、1962年九州大学法学部を卒業。1968年同大学院法学研究科博士課程を中退。
1968年大阪市立大学法学部助手となり、1971年同助教授を経て、1981年同教授に就任。
1990年九州大学法学部教授に就任。1999年同大学院法学研究科教授、2000年同大学院法学研究院教授となる。
2002年同志社大学法学部教授に就任。その後、同大学院司法研究科教授となる。

## 著書
- 『相続法の基礎的諸問題』（有斐閣、1981年）
- 『相続法』（有斐閣、2002年）